# きかんしゃトーマス おいでよ!未来の発明ショー!
『きかんしゃトーマス おいでよ!未来の発明ショー!』（ - みらいのはつめいショー!、Marvellous Machinery） は、テレビシリーズ『きかんしゃトーマス』の長編シリーズ第16作目の作品である。

## 概要
『きかんしゃトーマス』の3DCG製作の長編としては13作目にあたる。テレビ版第24シリーズ4話分（うち2話が倍尺）が英国で発売される同タイトルのDVD向けに編集されたものとなる。
今作ではトーマス達機関車が世界中の最新技術を前に起こる様々なトラブルを解決していくストーリーとなっている。
長編第4作「伝説の英雄」における"ヒロ"以来の日本出身キャラクター"ケンジ"が登場し、作中では彼ら2人の対話も窺える。当の日本では情報解禁日（2020年10月20日）にケンジの話題がTwitterのトレンド入りを果たすなど例年を大幅に超えた反響が窺える。
主題歌は「きかいはすばらしい（原題:How Does It Work）」。例年と違いミュージカル調の挿入歌が無い作品となる。
因みに国際連合（SDGs）とのコラボレーションは長編第14作及びTV版第22シリーズの一部エピソード限定での企画であり、本作を含む現在では行われていない。

## 日本での公開
2021年3月26日に公開されている。ゲスト声優としてケンジ役を俳優の賀来賢人が、サニー役をジャルジャルの後藤淳平が務める。
前売り券であるムビチケカードには特典として「おでかけサコッシュ（ポシェット）」が付いてくる。

## あらすじ
ソドー島に発明家であるルースが空飛ぶ自動車に乗ってやってきた。彼女は友人のノランビー伯爵と共に世界中から集まった最新技術の展示会「未来の発明ショー」を開くため、機関車たちに協力を乞う。しかしトーマスは鉄道車両である自分が最新の発明品に取って代わられないか不安になってしまう。さらに発明ショーは怪しい2人の男によって危険に晒されようとしていた…。

## 上映エピソード
| 話数 | サブタイトル             | 監督             | 脚本                                | 補足 |
| ---- | ------------------------ | ---------------- | ----------------------------------- | ---- |
| #01  | A New Arrival            | ジョーイ・ソー   | ポール・ラーソン ローラ・ボーモント | 倍尺 |
| #02  | World of Tomorrow        | ジョーイ・ソー   | ポール・ラーソン ローラ・ボーモント | 倍尺 |
| #03  | Sonny's Second Chance    | イアン・チェリー | ベッキー・オーバートン              |      |
| #04  | Kenji on the Rails Again | イアン・チェリー | ポール・ラーソン ローラ・ボーモント |      |

上記4話のサブタイトルの読み上げが全てカットされ、一本の長編に仕立て上げられている。

## 新キャラクター

### 車両
ケンジ
日本から発明ショーの目玉展示品としてやってきた、架線を使用する超特急。彼のためだけに伯爵の領地鉄道が一部電化され、架線が設置されるなど歓待されるが、蒸気機関車たちは自分たちの仕事が奪われてしまうのではないかと心配する。
最新式の車両ではあるが、それを誇示しない謙虚な性格。日本にしか居たことがないため、世界中を旅したことのあるトーマスに憧れている。
終盤ではある特別な改造が施され、新しい体験に挑む。
サニー
バズとバーニーに仕える紺色のタンク機関車。彼らの悪事に利用されてしまう。実は力が強い。

### 登場人物
ルース
アメリカ出身の明るく積極的な女性発明家。ノランビー伯爵の友人で、ともに発明ショーの主催者。
バズ
発明ショーを狙ってソドー島にやってきた狡猾な泥棒。相棒のバーニーと共にコックに変装している。
バーニー
バズの相棒。とぼけ者。
フリードリヒ教授
ドイツの発明家。ロケットエンジン「ぶっ飛びブースター」の開発者。
ヘティ教授
強力電磁石「ひっつきマグネット」を発表する。
ホリフィールド教授
自動ミルクセーキマシーンを発表する。
キム教授
中国の発明家。巨大ロボット「アメージング・メタルマン」を発表する。

## キャスト
| 役名                 | 英国版声優               | 米国版声優                 | 日本語吹き替え           |
| -------------------- | ------------------------ | -------------------------- | ------------------------ |
| トーマス             | ジョン・ハスラー         | ジョセフ・メイ             | 比嘉久美子               |
| パーシー             | ナイジェル・ピルキントン | クリストファー・ラグランド | 神代知衣                 |
| ニア                 | イヴォンヌ・グランディ   | イヴォンヌ・グランディ     | 青山吉能                 |
| レッジ               | ティム・ウィットノール   | ティム・ウィットノール     | 三宅健太                 |
| ゴードン             | キース・ウィッカム       | ケリー・シェイル           | 三宅健太                 |
| ハロルド             | キース・ウィッカム       | ケリー・シェイル           | 羽多野渉                 |
| トップハム・ハット卿 | キース・ウィッカム       | キース・ウィッカム         | 田中完                   |
| ソルティー           | キース・ウィッカム       | キース・ウィッカム         | 石野竜三                 |
| ハーヴィー           | キース・ウィッカム       | キース・ウィッカム         | 桜井敏治                 |
| エドワード           | キース・ウィッカム       | ウィリアム・ホープ         | 佐々木望                 |
| トビー               | ロブ・ラックストロー     | ウィリアム・ホープ         | 坪井智浩                 |
| フリードリヒ教授     | ロブ・ラックストロー     | ロブ・ラックストロー       | 坪井智浩                 |
| ジェームス           | ロブ・ラックストロー     | ロブ・ラックストロー       | 江原正士                 |
| バーニー             | ロブ・ラックストロー     | ロブ・ラックストロー       | 田所陽向                 |
| エミリー             | テレサ・ギャラガー       | ジョール・デ・ヨング       | 山崎依里奈               |
| アニーとクララベル   | テレサ・ギャラガー       | テレサ・ギャラガー         | 吉岡さくら               |
| レベッカ             | レイチェル・ミラー       | レイチェル・ミラー         | 内山茉莉                 |
| ヘティ教授           | レイチェル・ミラー       | レイチェル・ミラー         | 根本圭子                 |
| クランキー           | マット・ウィルキンソン   | グレン・ウレッジ           | 黒田崇矢                 |
| ロージー             | ニコラ・ステープルトン   | ニコラ・ステープルトン     | 望月久代                 |
| ノランビー伯爵       | マイク・グレイディ       | マイク・グレイディ         | 鈴木清信                 |
| ディーゼル           | ケリー・シェイル         | ケリー・シェイル           | ケン・サンダース         |
| ビクター             | デビッド・べデラ         | デビッド・べデラ           | 坂口候一                 |
| ルース               | ドミニク・ムーア         | ドミニク・ムーア           | 望田ひまり               |
| ケンジ               | マット・マクーイ         | マット・マクーイ           | 賀来賢人                 |
| サニー               | ジョー・スワシュ         | ジョー・スワシュ           | 後藤淳平（ジャルジャル） |
| バズ                 | ボブ・ゴルディング       | ボブ・ゴルディング         | 石野竜三                 |
| ホリフィールド教授   | コリン・マクファーレン   | コリン・マクファーレン     | 長谷徳人                 |
| キム教授             | シウ・シー・ハン         | シウ・シー・ハン           | 織江珠生                 |
| ヒロ                 | 伊川東吾                 | 伊川東吾                   | 玄田哲章                 |

## トリビア
- 今作は長編第11作「探せ!謎の海賊船と失われた宝物」以来の全てソドー島内で展開されるストーリーとなっている。
- 日本語吹替版ではチューバックアンジェラが長編第3作「トーマスをすくえ!! ミステリーマウンテン」以来にコーラスの一人として参加している。